# Jorge Carlos Alcocer Varela
Pour les articles homonymes, voir Jorge Alcocer.
Jorge Carlos Alcocer Varela, dit Jorge Alcocer, né le 8 février 1946 à Mexico, est un chercheur et homme politique mexicain.
Il est secrétaire à la Santé du Mexique, au sein du gouvernement López Obrador, de 2018 à 2024.
Médecin de formation, il était chercheur à la faculté de médecine de l'université nationale autonome du Mexique (UNAM).

## Formation et parcours professionnel
Jorge Carlos Alcocer Varela, naît le 8 février 1946 à Mexico. Il effectue ses études à la faculté de médecine de l'Université nationale autonome du Mexique (UNAM). Il a ensuite suivi des formations en médecine interne à l'Institut national Salvador Zubirán, et en immunologie au sein de l'unité ICRF d'immunologie des tumeurs de l'University College de Londres (1980). En 2007 il obtient son doctorat en sciences médicales à l'UNAM.
Il est actuellement professeur et tuteur de ce même doctorat. Il est membre émérite du système national des chercheurs (es). Ses travaux de recherche portent sur la tolérance immunitaire et les maladies auto-immunes, l'immunopathologie des maladies diffuses du tissu conjonctif ainsi que sur l'ubiquitine.
Il a été le premier scientifique à démontrer que l'interleukine 2 n'est pas synthétisée correctement chez les patients atteint de lupus érythémateux disséminé. Il a aussi contribué à l'identification et à la caractérisation de nouvelles lignées cellulaires de lymphocytes T-régulateurs et de cellules dendritiques. 

## Engagement politique
Il est nommé secrétaire à la Santé au sein du gouvernement López Obrador, en 2018. Il réaffirme à cette occasion son opposition à la privatisation du système de santé et déclare que le budget global alloué à la Santé par l’État augmentera de 8 % chaque année. Il cible les inégalités du système de santé qui empêchent 40 % des mexicains d'avoir accès à des médicaments, ainsi que les taux de mortalité maternelle (35 pour 100 000), de mortalité infantile (15 ‰) et d'obésité infantile, particulièrement élevés dans le pays. Il souhaite développer la prévention en matière de santé publique.

## Prix et distinctions
- Prix Jorge Rosenkranz de recherche médicale, remis par les laboratoires Roche et la Fondation mexicaine pour la Santé (es) en 1984.
- Prix Miguel Otero de recherche clinique, remis par l'Institut mexicain de Sécurité sociale (es) en 1995.
- Prix national de recherche, remis par la Fondation Glaxo Wellcome en 1997.
- Article scientifique le plus cité de la décennie en immunologie, certifié par Thomson Reuters et le Centre de recherche et d'études avancées de l'Institut national polytechnique (es) en 2009.
- Prix Heberto Castillo, remis par l'Institut des Sciences et Technologies de la ville de Mexico en 2014[6].
- Prix National des Sciences et des Arts, catégorie Physique, mathématiques et sciences de la nature, remis par le gouvernement mexicain en 2015.